# Jacek śpioszek
Jacek śpioszek – polski serial animowany z 1962 roku. Czarno-biały. Emitowany w TVP 1. Zawiera 13 odcinków.

## Twórcy
- Produkcja: Studio Miniatur Filmowych (Warszawa)

## Spis odcinków
1. W muzeum
2. Poszukiwacze złota
3. Lody śmietankowe
4. Dziadek i fajka
5. Bycza awanturka
6. Rozbitek
7. Polowanie
8. W piaskach pustyni
9. List gończy
10. Lekcja muzyki
11. Auto-stop
12. Podarta książka
13. Nieznana planeta